# Leucania seteci
Leucania seteci är en fjärilsart som beskrevs av Dyar 1914. Leucania seteci ingår i släktet Leucania och familjen nattflyn. Inga underarter finns listade i Catalogue of Life.